# Yaying Zhou
Yaying Zhou (kinesiska: 牙鹰洲) är en ö i Kina. Den ligger i provinsen Guangdong, i den södra delen av landet, omkring 160 kilometer sydost om provinshuvudstaden Guangzhou.